# 云雾山镇 (安康市)
云雾山镇，是中华人民共和国陕西省安康市石泉县下辖的一个乡镇级行政单位。

## 行政区划
云雾山镇下辖以下地区：
齐心村、双河村、秋树坝村、奋家沟村、云阳村、水田坪村、沙坝村、官田村、南沟村、板沟村、一心村、丁家坝村、板桥村、银杏坝村、铜钱峡村和松树沟村。